# Медет (озеро)
Медет (каз. Медет) — озеро в Мендыкаринском районе Костанайской области Казахстана. Находится в 5 км к югу от села Красная Пресня.
По данным топографической съёмки 1958 года, площадь поверхности озера составляет 1,56 км². Наибольшая длина озера — 1,9 км, наибольшая ширина — 1,3 км. Длина береговой линии составляет 5,3 км, развитие береговой линии — 1,19. Озеро расположено на высоте 91,6 м над уровнем моря.